# 測定マテリアル

BRDF (4次元)とBSSRDF (8次元)

測定マテリアル (英語: Measured Materials) とはマテリアルスキャナーなどにより測定して取得したデータに基づくマテリアルである。
反射における測定マテリアルには、一点における測定データしか含まないBRDFベースのもの (4次元)、面の測定データを含むSVBRDFベースのもの (6次元)、表面下散乱の測定まで行ったBSSRDFベースのもの (8次元) などが存在する。また反射と透過を合わせた測定マテリアルとして、BSDF (4次元のBRDFとBTDFの組み合わせ) ベースのものも存在する。
測定マテリアルは次元数が大きいため、レンダリングでは通常、測定マテリアルを物理ベースシェーディングのパラメータや曲線にフィッティングしてから使用するが、測定マテリアルを直接使用することのできるレンダラーも存在する。

## 測定マテリアル形式
NKデータ (*.nk、*.IOR)
波長毎の複素屈折率 (Complex IOR)の測定データを記述する。NKファイルにはLuxCoreRender、Indigo Renderer、Maxwell Renderなどのスペクトラルレンダラーが対応している。
なお、RGBレンダラーにも複素屈折率シェーダーを持つものはある (ArnoldのComplex IORシェーダー、V-RayのComplex Fresnel shaderなど)が、これらは三つの波長のデータのみとなる。
MERL BRDFデータベース形式 (*.binary)
BRDFの測定データを記述する。Maxwell Render 4.1以降などが対応している。
MBSDF形式 (*.mbsdf)
MDL (マテリアル定義言語) の仕様の一部。BSDF (BRDF及びBTDFの組み合わせ) の測定データを記述する。Irayなどが対応している。
AxF形式 (*.axf)
SVBRDF、BTF、カーペイント (フレーク対応)、ボリューメトリックの測定データを記述する。フォーマット構造はCxF形式 (ISO 17972)を元にしている。Iray 2015以降、KeyShot、Autodesk VRED、Maxwell Render 4.1以降、Radeon ProRender、Unreal Studio 4.20以降、Unity 2018.3以降、Substance Designer 2017.2以降などが対応している。
VRscans形式 (*.vrscan)
BTFの測定データを記述する。V-Ray向けのVRscans Pluginが存在する。